# آي بي إم فيا فويس
IBM ViaVoice هي مجموعة من البرامج التي تطبقها شركة أي بي ام والتي تقوم بتحويل النطق إلى كتابة.

## إصدارات
كل الإصدارات اللغوية والفردية لها سمات ومواصفات مختلفة،
هذه بعض الإصدارات المتاحة:
- Advanced Edition,
- الإصدار القياسي
- Personal Edition,
- ViaVoice for Mac OS X Edition,
- Pro USB Edition,
- Simply Dictation for Mac.

## تاريخ
قبل وضعه من ViaVoice، وضعت شركة أي بي ام في عام 1997 منتج اسمه VoiceType، قدم للمرة الأولى بواسطة ViaVoice وكان متاحا للجميع. وبعد ذالك بعامين فقط أصدرت شركة آي بي إم نسخة مجانية من إصدار ViaVoice.
في عام 2003، منحت شركة آي بي إم ScanSoft، التي تملك منتج Dragon NaturallySpeaking، حقوق حصرية التوزيع العالمي لمنتجات ViaVoice لنظام التشغيل Windows وMac OS X. وبعد ذلك بعامين، Nuance اندمجت مع ScanSoft.

## وصلات خارجية
- IBM - Embedded ViaVoice - Embedded ViaVoice - Software[وصلة مكسورة]
- IBM VoiceType/ViaVoice history from the 1950s to 1997